# 순천시·곡성군
순천시·곡성군은 대한민국의 옛 국회의원 선거구이다. 당시 전라남도 순천시 전 지역과 곡성군 전 지역을 관할했다.

## 역사
제19대 국회의원 선거를 앞두고 전라남도 지역의 선거구가 개편되면서 순천시와 곡성군이 하나의 선거구를 이루게 되면서 신설되었다.
제20대 국회의원 선거를 앞두고 선거구 개편이 이루어지며 곡성군은 광양시·구례군 선거구에 편입되어 광양시·곡성군·구례군 선거구를 이루게 되고 순천시는 순천시 단독 선거구를 이루게 됨에 따라 폐지되었다.

## 관할 구역
- 순천시 전역
- 곡성군 전역

## 역대 국회의원
| 선거   | 정당 | 정당       | 의원   |
| ------ | ---- | ---------- | ------ |
| 2012년 |      | 통합진보당 | 김선동 |
| 2014년 |      | 새누리당   | 이정현 |

## 역대 선거 결과

### 대한민국 제19대 국회의원 선거
|  | 56.40% |

|  | 40.61% |

|  | 2.97% |

### 2014년 대한민국 재보궐선거
|  | 49.43% |

|  | 40.32% |

|  | 5.96% |

|  | 3.62% |

|  | 0.63% |